# Roud Folk Song Index

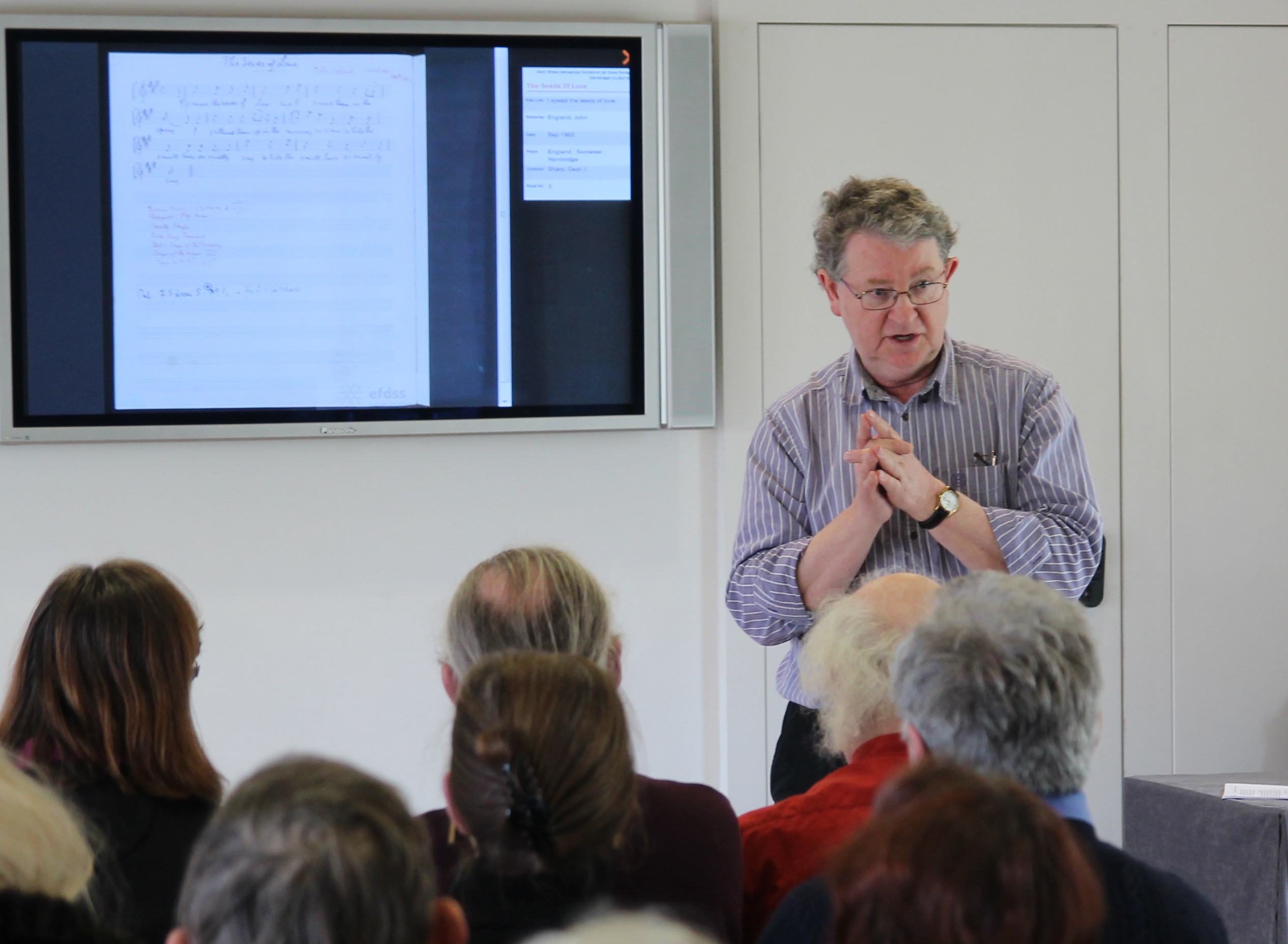
Steve Roud, créateur du Roud Folk Song Index, en 2014.

Le Roud Folk Song Index (trad. litt. : « Index des chansons folkloriques de Roud ») est une base de données d'environ 240 000 références de près de 25 000 chansons recueillies à partir de la tradition orale en langue anglaise du monde entier. Elle a été compilée par Steve Roud (en), un ancien bibliothécaire du Borough londonien de Croydon. L'Index de Roud est une combinaison du Broadside Index (sources imprimées avant 1900) et un « index enregistré sur le terrain » compilé par Roud. Il recueille toutes les sources imprimées précédemment connues de Francis James Child (Child Ballads) et comprend des enregistrements de 1900 à 1975. Jusqu’au début de 2006, l'index était disponible sur CD via un abonnement ; il peut maintenant être trouvé en ligne sur le site de la Vaughan Williams Memorial Library (en) et est entretenu par la English Folk Dance and Song Society (en) (EFDSS).